# 2010年イギリス総選挙
2010年イギリス総選挙（2010ねんイギリスそうせんきょ、英語: United Kingdom general election, 2010）は、2010年5月6日にイギリスで実施された、英国議会の下院（庶民院）議員を選ぶ総選挙である。

## 概要
前回2005年5月の総選挙以来5年ぶりに行われた選挙であり、下院（庶民院）の議員任期（5年）が満了したことに伴って行われた。1997年以来13年間続いている労働党政権への是非が問われ、2007年5月に首相に就任して以来、一度も選挙の信任を経ていないゴードン・ブラウンにとっては初めての選挙となった。
事前の世論調査では、与党労働党と最大野党の保守党の支持率は、保守党が優勢であるものの労働党との差は僅差で、二大政党が共に過半数を得られない（ハング・パーラメント）可能性が高いとの見方が強まっていた。

### 選挙制度
- 議会構成：イギリス議会は、上院（貴族院）と下院（庶民院）の両院から構成されるが、上院は世襲貴族と一代貴族の中から任命されるため選挙は行われず、下院議員のみが総選挙で選出される。
- 選挙権を有する者：18歳以上のイギリス国籍を有する男女及び英連邦市民、アイルランド共和国市民で一定の欠格要件（刑務所に服役中など）に該当しない市民で、居住地域の自治体で選挙人登録をした者。
- 被選挙権を有している者：18歳以上の英国籍を有している男女及び英連邦市民、アイルランド共和国市民で、一定の欠格要件（貴族院議員であること等）に該当しない者
- 下院議員の任期：5年（ただし、下院が解散された場合はその時点で議員職を失う）
- 定数：650議席（選挙区の見直しで、前回より4議席増）

### 日程
- 4月6日：ブラウン首相、エリザベス女王に謁見。12日に下院解散、5月6日の総選挙実施の選挙日程を発表[2]。事実上の選挙戦に突入。
- 4月12日：下院解散。労働党、マニフェスト発表[3]。
- 4月13日：保守党、マニフェスト発表[4]
- 4月15日：労働党・保守党・自由民主党の主要3政党党首による初のテレビ討論[5]。
- 5月6日：総選挙
- 5月18日：新議会招集[6]

## 選挙をめぐる動き

### 争点
労働党政権への信任
1997年以来政権の座にあった労働党であったが、2007年に就任したブラウン首相は一度も選挙の信任を受けていなかった。そのため、本選挙はブラウン首相の業績をどう判断するかという側面も持った。
党首によるアピール合戦
英国の二大政党制を担ってきた労働党・保守党ではあるが、冷戦体制が崩壊し、労働党も従来の社会主義政党から中産階級への支持獲得を目指す「ニュー・レイバー」運動を経て、両党の政策の差は縮まっていた。政策による違いが目立たない本選挙戦においては、「どの党首が首相にふさわしいか」という首相選択選挙の側面も大きかった。

### ブラウン首相の失言
総選挙に向け全国遊説していたブラウン首相が4月28日、遊説先で女性有権者から批判されたことに腹を立て、移動する車中で女性に関する陰口を叩き、その音声がテレビ中継される事態が発生した。この音声はその後も繰り返し放送され、厳しい選挙戦を強いられていた労働党にさらに深刻な影響を与えた。
失言はマンチェスター近郊のロッチデール選挙区 (en) でブラウン首相が遊説した際に出た。「生涯にわたる労働党支持者」であると自称する年金生活者の女性に、「東欧人が次々とやってくる、どこから大挙してやってくるのか？」と質問され、移民の受け入れや予算計上など、自身が推進する政策を厳しく批判された。その後、ブラウン首相は遊説が終わり次の遊説先に向かう車中において、テレビ用小型マイクが付いたままであることに気づかずに「最悪だ」「私をあんな女と会わせるべきではなかった」「ただの偏屈女だ」「ばかばかしい」などの暴言を繰り返した。一連の発言は小型マイクを通じて外部に知られるところとなり、女性はブラウン首相の発言に強く憤慨した。首相はこの女性宅に直接訪問し、謝罪に追い込まれた。　

## 選挙結果
投票日：2010年5月6日
| 党派                        | 得票数     | 得票率 (%) | 増減 | 候補者 | 当選者 | 増減 |
| --------------------------- | ---------- | ---------- | ---- | ------ | ------ | ---- |
| 保守党 Conservative         | 10,726,614 | 36.1       | +3.8 |        | 307    | +97  |
| 労働党 Labour               | 8,609,527  | 29.0       | -6.2 |        | 258    | -91  |
| 自由民主党 Liberal Democrat | 6,836,824  | 23.0       | +1.0 |        | 57     | -5   |
| 民主統一党 DUP              | 168,216    | 0.6        | -0.3 |        | 8      | -1   |
| スコットランド国民党 SNP    | 491,386    | 1.7        | +0.1 |        | 6      | 0    |
| シン・フェイン SF           | 171,942    | 0.6        | -0.1 |        | 5      | 0    |
| プライド・カムリ PC         | 165,394    | 0.6        | -0.1 |        | 3      | +1   |
| 社会民主労働党 SDLP         | 110,970    | 0.4        | -0.1 |        | 3      | 0    |
| 緑の党 Green                | 285,616    | 1.0        | -0.1 |        | 1      | +1   |
| 同盟党 Alliance             | 42,762     | 0.1        | +0.0 |        | 1      | +1   |
| その他                      | 321,309    | 1.1        | 0.0  |        | 1      | 0    |
| その他の政党や候補者        | 1,758,518  |            |      |        | 0      |      |
| 合計                        | 29,691,380 |            |      |        | 649    |      |

投票率：65.1%
出典：BBC NEWS Election 2010 Results United Kingdom（2010年6月2日閲覧）
選挙の結果、与党労働党が90議席以上を減らして惨敗し、最大野党の保守党が第1党となった。躍進が期待された第3党の自民党は、前回より議席をやや減らす結果となった。得票で見た場合、保守党と労働党の合計は65.1%で前回よりも2%低下した。また、自民党の得票率は23%程度なのに対し議席占有率は9%弱に留まるなど、少数派に不利な小選挙区制の特徴が強く現れる結果となり、自民党支持者や比例代表制の推進派からの批判が噴出した。
| 党派       | 得票率 | 議席 占有率 | 差異 （＋／－） |
| ---------- | ------ | ----------- | --------------- |
| 保守党     | 36.1   | 47.1        | ＋11.0          |
| 労働党     | 29.0   | 39.8        | ＋10.8          |
| 自由民主党 | 23.0   | 8.8         | －14.2          |
| その他     | 11.9   | 4.3         | －7.6           |

出典：図「英総選挙での各党の得票率と議席占有率（5月8日時点）」、「英連立政権　厳しい船出　選挙制度や歳出削減　自民支持者が批判」しんぶん赤旗2010年5月18日付6面。
第1党となった保守党であるが、獲得議席は307議席と、下院の過半数にあたる326議席には届かなかったため、全政党が過半数割れとなるハング・パーラメント（宙ぶらりん議会）の状態が1974年2月の総選挙以来、36年ぶりに生じた。第1党となった保守党は13年ぶりの政権交代を実現するべく、第3党の自民党との協議に入る方針を示した。そして、保守党は自民党と連立政権を樹立することで合意に達し、11日に保守党の党首であるキャメロンが首相に任命された。